# Sitnica (Bośnia i Hercegowina)
Sitnica (cyr. Ситница) – wieś w Bośni i Hercegowinie, w Republice Serbskiej, w gminie Ribnik. W 2013 roku liczyła 177 mieszkańców.